# Лаку ноћ, Пунпуне
Лаку ноћ, Пунпуне (јап. おやすみプンプン, Oyasumi Punpun) је манга коју је написао и илустровао Инио Асано. Серијализовала се у две Шогакуканове манга ревије; у Weekly Young Sunday-у од 2007. до 2008., па у Big Comic Spirits-у од 2008. до 2013. године. Поглавља су сакупљена у тринаест танкобона. 
У Србији, издавачка кућа Лагуна је превела мангу на српски језик 2022−2023. године.

## Радња
Прича прати живот Онодере Пунпуна, од школских дана до његових раних двадесетих, као и животе његових пријатеља и породице. Иако људи, ликови су представљени као птице. Манга се бави темама као што су депресија, љубав, усамљеност, секс, смрт, породичне и пријатељске везе.

## Развој
Због успеха претходне манге, Соланин, Асано је био спреман да напише ново дело; с тим да није желео да напише још једну „срећну причу“. Његов уредник, а и сама издавачка кућа, били су против тога, али због Асанове добре репутације, дозвољено му је да се позабави мрачнијом тематиком.
Асано је испрва планирао да подели причу на седам томова, али због развоја ликова, тај број је порастао на тринаест. Прва половина приче има веселији тон, јер је Асано желео да што више шокира читаоце другом, мрачнијом половином. Ово, међутим, имало је последице; увођењем мрачније тематике, манга је изгубила на популарности. Асано је уочи критика, бурно реаговао, али је због тога добио још више критика. Асано је своје фрустрације и страхове убацио у причу.
Као разлог за Пунпунов јединствен дизајн, Асано је рекао да није желео да Пунпун буде превише згодан, али ни превише ружан, те је оставио читацоима да одлуче како заправо изгледа. Испрва је желео да сви ликови у манги изгледају као Пунпун, али његов уредник је био против тога. Позадине је прецртавао са фотографија, а за ентеријере је користио 3Д моделе. Као разлог томе навео је да динамичност позадине даје добар контраст са Пунпуновим једноствним дизајном. Асано је касније признао да жали што је тако цртао позадине, јер сматра да је тиме кварио свој стил.

## Издаваштво
Мангу Лаку ноћ, Пунпуне написао је и илустровао Инио Асано. Серијализовала се од 15. марта 2007, до 31. јула 2008. године у Шогакукановој манга ревији Weekly Young Sunday, након чега је прешла у Weekly Big Comic Spirits, где се објављивала од 20. октобра 2008, до 2. новембра 2013. године. Поглавља су сакупљена у тринаест танкобонова; први је изашао 3. августа 2007, а последњи 27. децембра 2013. године. Неки томови су продавани у виду специјалних издања, заједно са разним рекламним материјалима.
У Србији, издавачка кућа Лагуна је 8. новембра 2022. године најавила превод своје прве манге, Лаку ноћ, Пунпуне. Први том објављен је 25. новембра 2022., а последњи 28. децембра 2023. године.

### Списак томова
| - Поглавља 1−12 |

| - Поглавља 13−23 |

| - Поглавља 24−34 |

| - Поглавља 35−46 |

| - Поглавља 47−56 |

| - Поглавља 57−67 |

| - Поглавља 68−78 |

| - Поглавља 79−89 |

| - Поглавља 90−99 |

| - Поглавља 100−110 |

| - Поглавља 111−121 |

| - Поглавља 122−134 |

| - Поглавља 135−147 |

## Пријем
Закључно са јануаром 2019. године, манга је продата у три милиона примерака. Године 2009, добила је „препоруку жирија“ на тринестом Медија Артс фестивалу. Године 2016. освојила је прво место у категорији за сеинен на фестивалу Манга Барселона. Наредне године, прва четири тома, номинована су за Награду Ајзнер у категорији за најбоље амерично издање азијског штива.